# Antonio Quadranti
Antonio Quadranti (* 26. August 1980 in Como) ist ein ehemaliger italienischer Radrennfahrer.
Antonio Quadranti gewann 2002 den Gran Premio Capodarco und den Piccolo Giro di Lombardia, die U23-Austragung des Klassiker-Monuments Lombardei-Rundfahrt. Nach einem Rennen in Brescia wurde Quadranti 2003 wegen Dopings mit Epo für ein Jahr gesperrt.
Nach Ablauf der Sperre war Quadranti 2004 bei dem Eintagesrennen Freccia dei Vini erfolgreich, und er wurde Zweiter beim Piccolo Giro di Lombardia. 

## Erfolge
2002
- Gran Premio Capodarco
- Piccolo Giro di Lombardia

2004
- Freccia dei Vini

2008
- eine Etappe Cinturó de l’Empordà

## Teams
- 2006 Naturino-Sapore di Mare
- 2007 Aurum Hotels
- 2008 Katay Cycling Team
- 2009 Betonexpressz 2000-Limonta (bis 30.06.)
- 2010 CarmioOro-A Style